# 阿弗沙爾實驗
阿弗沙爾實驗（Afshar experiment）是一項光學實驗，可能可以挑戰量子力學中的互補原理（principle of complementarity），雖然當前仍未有物理學方面的共識。此實驗是首先由伊朗科學家沙赫里亞爾·阿弗沙爾（Shahriar Afshar）於2001年設計與執行，其結果看起來與量子力學的標準預測相一致；不過據稱其違背了恩格勒特格林伯格二元性關係（Englert-Greenberger）。